# Scopariopsis viridigrisea
Scopariopsis viridigrisea är en fjärilsart som beskrevs av Embrik Strand 1909. Scopariopsis viridigrisea ingår i släktet Scopariopsis och familjen nattflyn. Inga underarter finns listade.